# FC-1 (航空機)
FC-1 梟竜
JF-17 Thunder
パキスタン空軍のJF-17（2017年）
- 用途：戦闘機
- 分類：多用途戦闘機
- 製造者：
 成都飛機工業集団有限責任公司
 Pakistan Aeronautical Complex[1]
- 運用者

  - （空軍）
  - （ミャンマー空軍）
  - （ナイジェリア空軍（英語版））
- 初飛行：2003年9月3日
- 生産数：164機（2022年）[2]
- 運用状況：現役
- ユニットコスト：2,500～3,200万ドル[3]

FC-1（英語：Fighter China-1）またはJF-17（Joint Fighter-17）は、中国とパキスタンが共同開発した単座式全天候型多用途戦闘機。中国では「梟竜」（きょうりゅう、中国語: 枭龙、拼音：Xiāolóng、シャオロン）、パキスタンでは「サンダー」（Thunder：「雷」）が愛称となっている。
成都で開発されている殲撃10型と同様、1980年代はアメリカ合衆国、六四天安門事件以降はソ連およびロシア連邦の技術支援により開発された第4世代機である。

## 開発

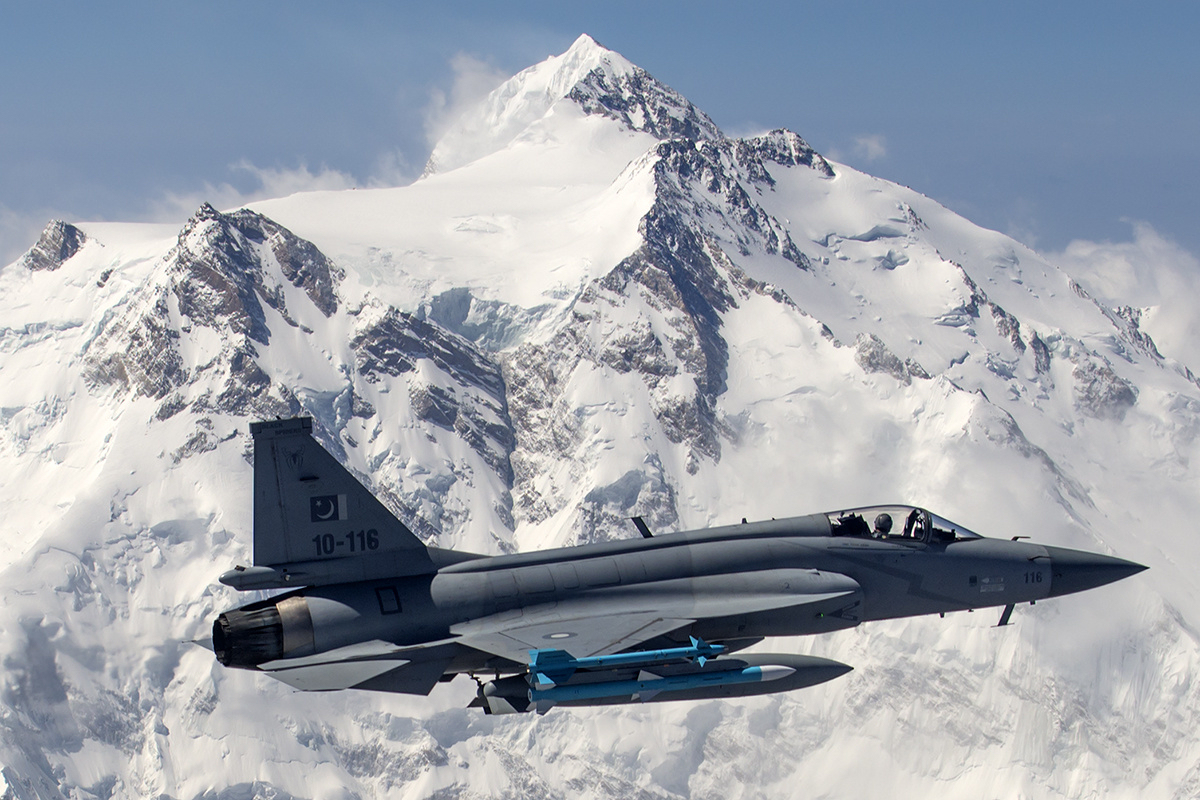
ナンガ・パルバットで飛行するパキスタン空軍のJF-17（2015年）

中国は、長らくMiG-21派生のJ-7を生産し、人民解放軍で防空戦闘機として運用するとともに、中小国家に安価に輸出してきた。しかし、1980年代に入ると、自国での使用のみならず輸出商品としても性能の陳腐化が目立つようになったため、アメリカ合衆国の航空機メーカー・グラマンの協力のもと、J-7をベースにアメリカ合衆国の技術を取り入れた新戦闘機スーパー7（超七）を開発する計画を開始した。ところが、開始直後に発生した六四天安門事件の余波によりアメリカはじめ西側からの技術提供が打ち切られることとなり、遅滞を余儀なくされた。
スーパー7は新たにFC-1と名前を変えて開発を再開し、中国第132航空廠が担当することになった。そして、パキスタン空軍からの協力でF-16の特徴を参考にし、開発を加速した。また、関係を改善したロシアのミコヤン設計局で開発を進めていた単発小型戦闘機41の開発で得られた技術も開発計画に活かされている。しかし、パキスタンもまた度重なる核実験により国際制裁の対象となった結果、パキスタン空軍が熱望していた西側製アビオニクスの調達が不可能になってしまったため、アビオニクスは機体開発よりも後の段階で別途開発することとなった。
FC-1は、2003年9月3日に初飛行を行い、2005年までに試作機3機が完成し各種飛行試験を行った。2006年に完成した試作4号機（PT-04）では性能向上のため、大きな特徴であるDSI（ダイバータレス超音速インレット）の採用や機体の軽量化などの改設計を実施。この仕様が量産型の元になった。

### 発展
2013年6月のパリ航空ショーにおいて、複座型FC-1B（JF-17B）の模型が展示された。これは転換訓練用の複座機で、後部座席を設置したため搭載燃料では少し不利であるが、単座型と同様に実戦への投入が可能な機体を目指している。パキスタン向けのJF-17Bは、2017年4月28日に初飛行した。
2015年には初期型のブロック1の機上酸素供給システムおよび電子戦システムに改良を加えたブロック2が初飛行している。さらに発展したブロック3は2020年1月1日に初飛行に成功したと報じられた。

## 設計
J-7の機首にあったエアインテークは、電子機器搭載スペース拡大のため機体側面に移り、機体各部もJ-7より空力的に洗練された。大幅な改設計の結果、今までのJ-7系列とは外見が大きく異なり、主翼前部のストレーキや垂直安定板基部の処理など、むしろ、F-20に近いフォルムとなっている。そして、F-35より早く、世界で初めてダイバータレス超音速インレット（DSI）を実機に装備している。

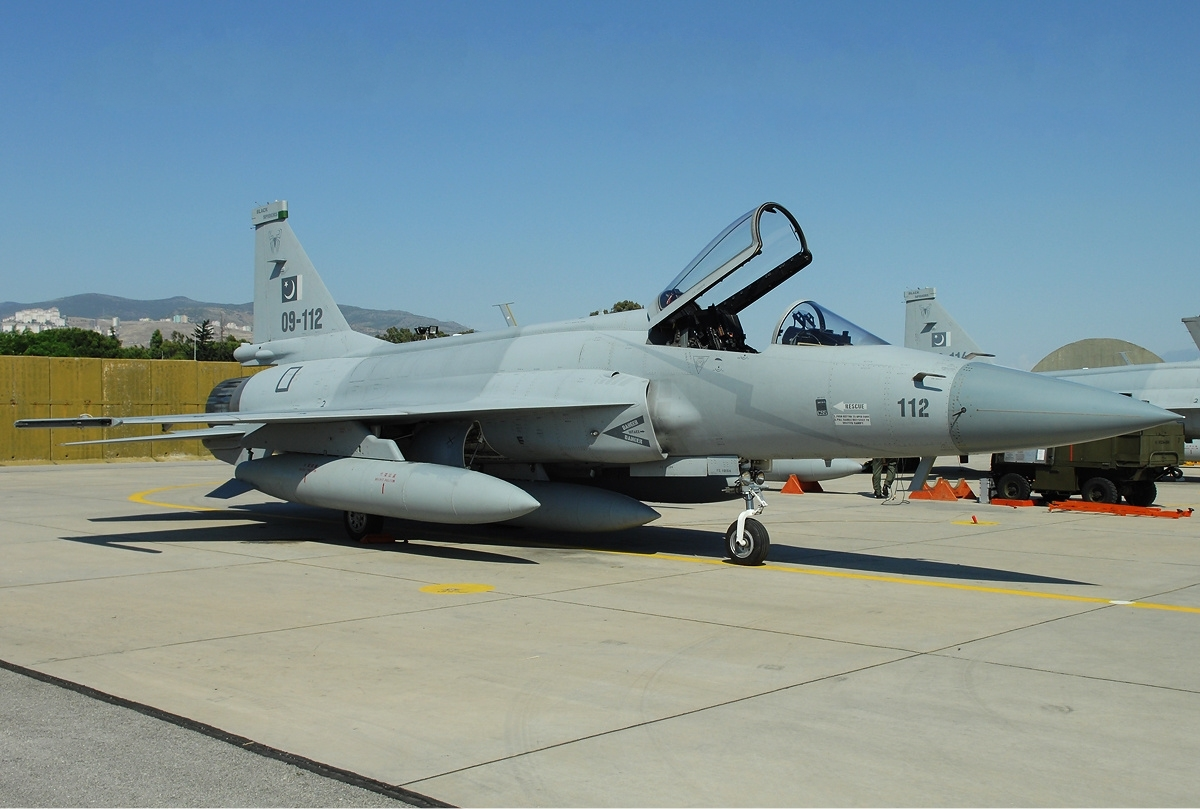
パキスタン空軍のJF-17（2011年）

コックピットは3基の多機能ディスプレイを装備したグラスコックピットとなり、ブロック3では、J-20で使用されるものと同様の新しいより大きなホログラフィック広角ヘッドアップディスプレイおよび統合コックピットディスプレイになった。
大型化・高性能化が図られた中国製KLJ-7レーダーにより探知範囲は増加し、視界外攻撃能力を獲得した。更にブロック2では、改良型のKLJ-7 V2、ブロック3ではAESA方式の新型が搭載されている。
この他、ブロック2では改良された空対空および精密誘導兵器の統合を処理するための改良されたデータバスを装備、機上酸素供給システムおよび電子戦システムが改良されている。ブロック3ではJ-10C、J-16、およびJ-10Cで使用される高度な赤外線ミサイル警報装置が新たに装備され、アビオニクスのCOTS化も行われている。
機体制御には縦方向のみデジタル・フライ・バイ・ワイヤを採用し、横方向はコンピュータ補助の機械式制御となっている。FC-1Bでは操縦系統が一新され、3軸安定式4重デジタル・フライ・バイ・ワイヤとなった。この改良は、以降製造される単座型にも適用される。エンジンは、ロシア・クリーモフ製RD-33の派生型RD-93を採用。全量をロシアから輸入しているが、中国ではRD-33をベースにしたWS-13が開発されており、1機がこれを搭載して飛行したと報じられている。
機内には2300kgの燃料を搭載でき、戦闘行動半径は空対空任務で1,200km、対地攻撃任務で700km、フェリー航続距離は1,800kmとされている。パキスタンでは、JF-17に空中受油能力を付与する事で航続距離延伸を計画しており、空中給油プローブについてブロック1仕様の機体で試験を行っており、ブロック2で装備されるとされている。プローブについては2種類あり2013年初期のものではキャノピーフレームのすぐ後ろに配置されており、その形状と配置からデネルが設計支援していると推測される。2016年に確認されたプローブはコックピットキャノピーフレームの下にあり、取り外し可能となっている。
ハードポイントは7箇所となり、新型のPL-12などの中距離レーダーホーミングミサイルをはじめとした各種空対空・空対地・空対艦ミサイル、誘導爆弾や通常爆弾を搭載できる。更にJF-17B及び以降製造のの単座型では、WMD-7照準ポッドに対応し、各種誘導爆弾の単独運用が可能となった。また、ブロック3ではPL-15が搭載できる。
1機1,500万ドルと作戦用ジェット機としては比較的安価であり、共同開発相手のパキスタン空軍のみならず、発展途上国のMiG-21やF-5の代替として積極的な輸出を見込める価格となっている。

## 配備

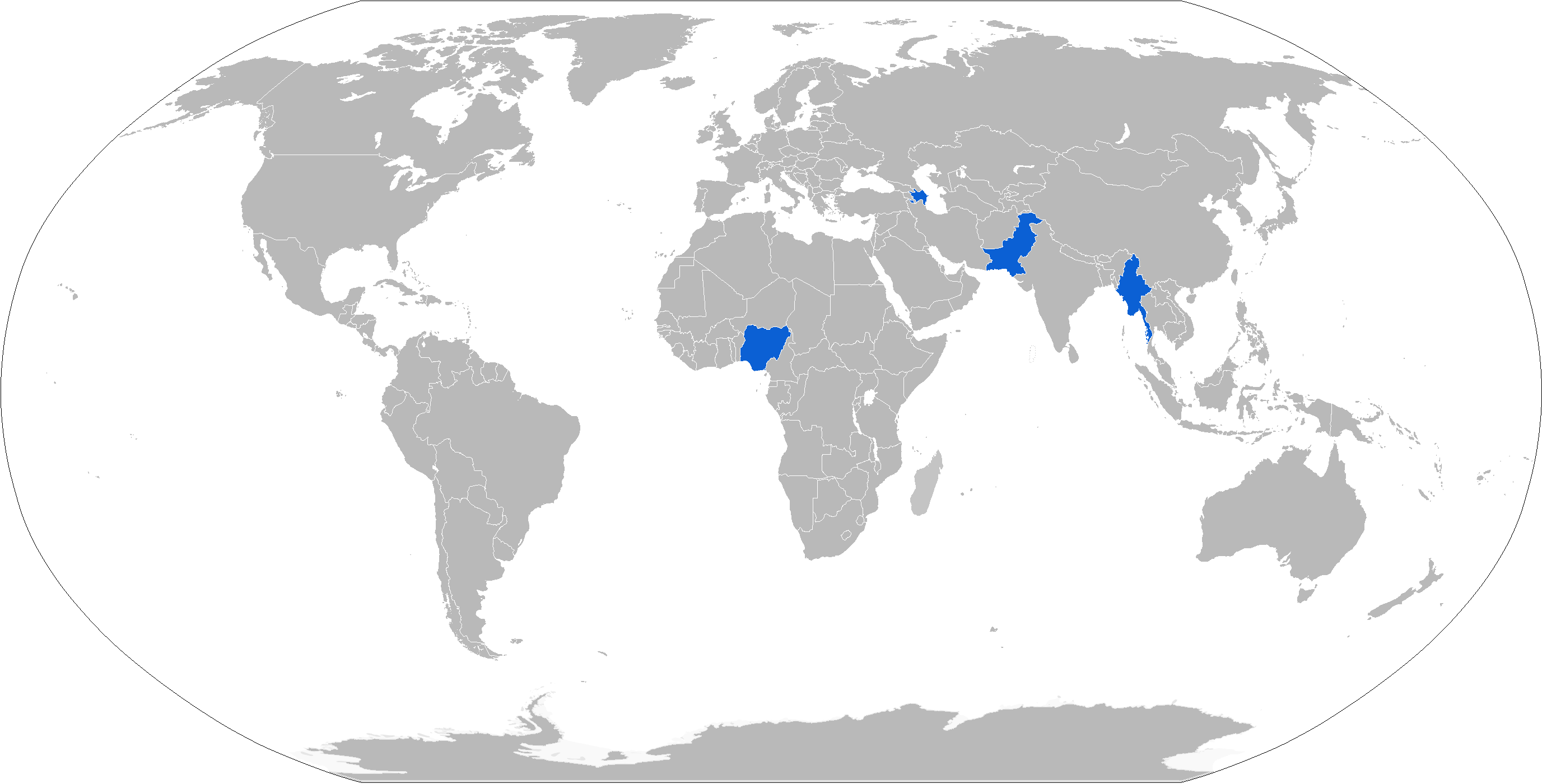
購入した国

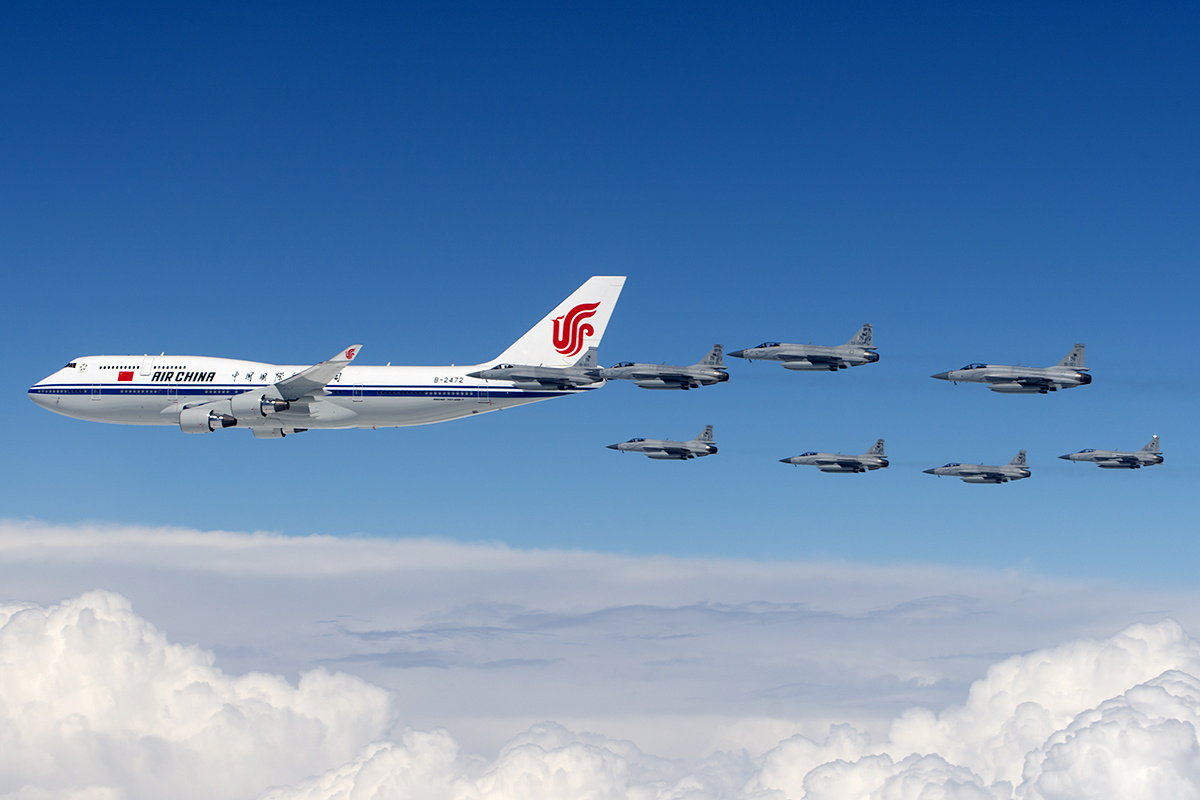
中国の政府専用機を護衛するパキスタン空軍のJF-17（2015年）

パキスタンは、2003年12月に中国と購入了解覚書を交わし、最初の16機を中国とパキスタンで8機ずつ生産することになった。2007年3月23日に最初の2機がパキスタンに到着。同発表によれば2機の配備は実戦配備ではなく飛行評価を主とするものである。そして、2009年3月7日、中国は先述のパキスタン製機を含む42機をパキスタンに売却し、同国と共同生産を進める契約に調印した。中国紙・環球時報（3月10日付）によると、パキスタンは将来的に計250機まで増やす計画だという。パキスタンでの生産初号機は2009年11月23日に引き渡された。その後2013年12月18日にはブロック1の最終号機たる50号機の納入式典が行われ、さらにブロック2仕様機50機の生産を行うことを明らかにした。また、2014年11月には既存のブロック1もブロック2仕様に改修することを決定した。2023年にはブロック3がパキスタン空軍に就役したとみられている。
2023年時点で、パキスタン空軍が49機のJF-17 ブロック1、61機のブロック2、15機のJF-17Bを保有している。
パキスタンとしては人民解放軍空軍にも同機が配備されることを望んだとされる。しかし中国でハイ・ローミックスのロー側（ハイ側はSu-27の輸出型にあたる殲撃11型）を担うのは、FC-1よりも大型・重武装な殲撃10型であり、こちらはすでに量産体制に入っている。そのため、現在まで同機は中国向けに配備されていない。
2019年2月27日、パキスタン空軍は係争地のカシミールで自軍機のJF-17がインド空軍機のMiG-21を撃墜してパイロットの身柄を確保したと発表した。

## 輸出
FC-1の海外へのセールスはパキスタン・中国の双方が各々行っており、パキスタン側での成約が多い。前出の環球時報の記事は、パキスタンの軍事アナリストの話として、北朝鮮やアゼルバイジャン、タンザニアなど、世界で1,500機の需要があるという見通しだと伝えている。約300機程度を中東・アフリカ諸国に輸出したいとされている。2017年11月12日にはアラブ首長国連邦アール・マクトゥーム国際空港にて開催された第15回ドバイ国際航空ショーに出展した。

### 採用国
ミャンマー
- 同機の最初の輸出として、ミャンマーが16機の導入を決定したことが報じられた[15]。空軍は2019年4月24日に最初の6機のJF-17Mを受領[16]し、2019年12月15日にはメイクティラ空軍基地で開催されたミャンマー空軍創設72周年式典でJF-17B 2機の就役式が行われた[17]。しかし2024年の報道では、JF-17は任務に適していないことが判明し、非稼働状態にあるとされている[18]。

 アゼルバイジャン
- アゼルバイジャン空軍は装備品の近代化の一途としてパキスタンからJF-17の購入を計画しており、契約が交わされれば24機（一説には26機）が導入される予定[19][20]。2024年2月22日、アゼルバイジャンはパキスタンから機数不明のJF-17と不特定の弾薬による総額16億ドル相当の購入契約を結んだと報じられた[21]。

 ナイジェリア
- 2021年5月21日、ナイジェリア軍は3機のJF-17を空軍に正式に配備した[22]。

 イラク
- 2024年5月12日、イラク空軍はパキスタンから12機のJF-17と12機のMFI-395 スーパームシュシャクによる総額18億ドル相当の購入契約を結んだと報じられた[23]。

### 検討中の国家
スーダンが12機のJF-17を購入する交渉を行っているとされる。
ジンバブエも12機のJF-17を導入するとされているが、未だ実現していない。

### 過去に検討された国家
アルゼンチンのFAdeAが2013年のパリ航空ショーにて中国の成都飛行機とFC-1の合同生産について議論したとされる。2015年2月、アルゼンチンのクリスティーナ・フェルナンデス・デ・キルチネル大統領が訪中してFC-1を20機購入する合意を結んだ。しかし2017年2月、イギリスのマーチン・ベーカー製射出座席を換装する費用が高額となることから、マウリシオ・マクリ政権はこれを中止したとされる。
2015年6月、LTTE掃討戦を通じて中国およびパキスタンと親密な関係にあるスリランカが採用を決定した。18-24機を2017年から導入する予定だったが、翌年インドからの圧力によってキャンセルとなった。

## 評価
パキスタン空軍高官によると、2001年のアフガン空爆を支援した見返りにアメリカから導入したF-16A/Bよりも高性能であると評価されている。
また、本機はSu-30やMiG-29にも対抗し得るとも言われている（年間飛行時間が200時間もあるパキスタン空軍のパイロットの腕を加味した可能性あり）。

## 仕様 (JF-17 / FC-1)
- 乗員：1名
- 翼幅：9.46m
- 全長：14.96m
- 全高：4.77m
- 空虚重量：6,411kg
- 通常離陸重量：9,072kg
- 最大離陸重量：12,474kg
- 最大兵器ペイロード：6,063kg
- 最大兵器搭載量：3,629kg

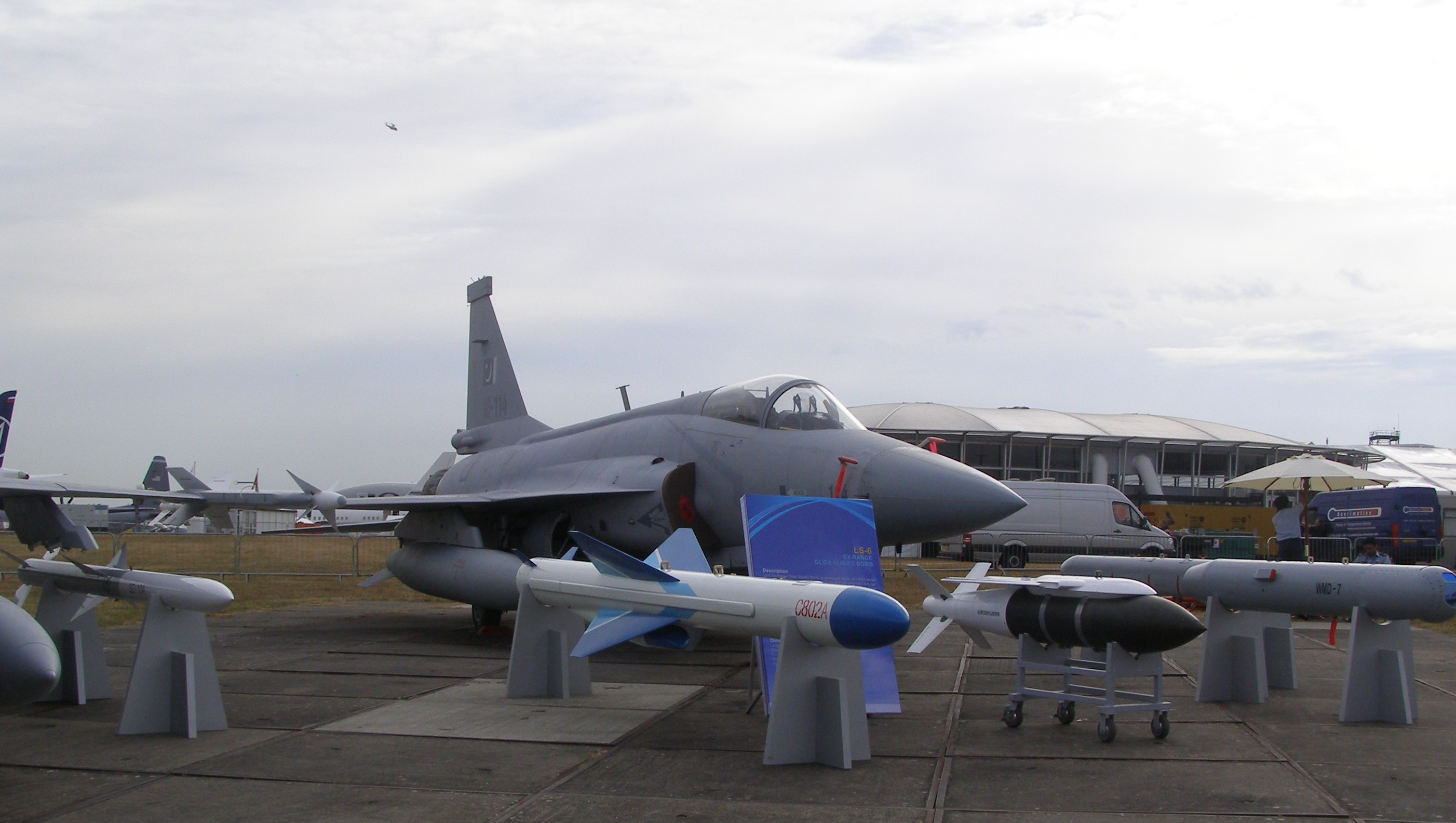
ファーンボロー国際航空ショーにて展示されるJF-17と搭載武装

- エンジン：RD-93（ミリタリー推力：50.0 kN アフターバーナー使用時：81.3 kN）ターボファンエンジン×1
- 最大速度：マッハ1.6-1.8
- 通常航続距離：2,037km
- 戦闘行動半径：900km
- 実用上昇限度: 15,240m
- 最大上昇率:
- 荷重制限: 8.5G
- 武装
  - 固定武装：GSh-23-2 23mm機関砲×1
  - 機外装備：PL-5EII (AIM-9L/M短距離空対空ミサイルも搭載可能とされる)、SD-10中距離空対空ミサイル、LD-10対レーダーミサイル、C-802対艦ミサイル、ラード巡航ミサイル、各種通常爆弾/誘導爆弾など

## 登場作品

### 小説
『第三次世界大戦』
JF-17が空対艦ミサイルを装備しヘリコプター搭載護衛艦「ほうしょう」の攻撃に向かうも、F-35Bに迎撃され全機撃墜される。

### ゲーム
『Digital Combat Simulator』
Eagle Dynamics社のコンバットフライトシミュレーター『DCS World』の有料アドオンモジュールとして、サードパーティーのDEKA IRONWORK社が開発した『DCS: JF-17 Thunder』がリリースされている。有料アドオンモジュールを購入することにより、JF-17 Block2が操縦可能となる。ほぼ全てのスイッチやアビオニクス等が実機同様に操作可能となっており、非常に再現度の高いシミュレーターとなっている。
『warthunder』
gaijin社提供の多彩な航空機、戦車、艦船などを操り戦う、無料のゲーム。なお本機は中国ツリーにパキスタン軍のJF-17として、2024の9月に行われた、大型アップデートダンスオブドブゴンズで部隊兵器と言う部隊と言う物に入りポイントを貯める事で入手可能な機体として実装された。